# 10-idrossitaxano O-acetiltransferasi
La 10-idrossitaxano O-acetiltransferasi è un enzima appartenente alla classe delle transferasi, che catalizza la seguente reazione:
acetil-CoA + 10-desacetiltaxuiunnanina C ⇄ CoA + taxuiunnanina C
L'enzima agisce su un certo numero di terpenoidi di taxano con un gruppo idrossile 10β libero. Potrebbe essere uguale alla 10-deacetilbaccatina III 10-O-acetiltransferasi (numero EC 2.3.1.167).